# Daisuke Sakai
Daisuke Sakai (jap. 酒井 大輔, Sakai Daisuke; * 27. Februar 1987 in Nagano, Präfektur Nagano) ist ein japanischer Eishockeytorwart, der seit 2009 bei den Tohoku Free Blades in der Asia League Ice Hockey unter Vertrag steht und seit 2011 als Leihspieler für die China Dragon spielt.

## Karriere
Daisuke Sakai begann seine Karriere als Eishockeyspieler in der Mannschaft der Tōyō-Universität. Anschließend unterschrieb er für die Saison 2009/10 einen Vertrag bei den Tohoku Free Blades, die in der Saison 2009/10 ihren Spielbetrieb in der Asia League Ice Hockey aufnahmen. In dieser stand der Torwart in seinem Rookiejahr im professionellen Eishockey als Ersatzmann von Michio Hashimoto in sechs Spielen zwischen den Pfosten. Dabei wies er eine Fangquote von 88,4 Prozent und einen Gegentorschnitt von 4,82 auf. In der Saison 2010/11, welche aufgrund des Tōhoku-Erdbebens vorzeitig beendet wurde, gewann er mit seiner Mannschaft erstmals den Meistertitel der Asia League Ice Hockey. In acht Spielen konnte er sich dabei auf eine Fangquote von 92 Prozent und einen Gegentorschnitt von 2,26 pro Spiel steigern.

## Erfolge und Auszeichnungen
- 2011 Asia-League-Ice-Hockey-Meister mit den Tohoku Free Blades